# Mednarodna zveza za humanizem in etiko
Mednárodna zvéza za humanízem in étiko (angl.: International Humanist and Ethical Union (IHEU)) je krovna organizacija, ki združuje organizacije naslednjih usmeritev: posvetni humanizem, ateizem, racionalizem, skepticizem, svobodomiselnost and etiko . Ustanovljena je bila leta 1952 v Amsterdamu. Združuje 117 organizacij-članic v 38 državah (stanje september 2011). 
Naslednji mednarodni kongres IHEU bo v Oxfordu, VB, leta 2014.
Leta 2002 je generalna skupščina IHEU soglasno sprejela Amsterdamsko deklaracijo, ki določa uradno opredelitev Svetovnega Humanizma. Srečni človek je uradni znak IHEU.

## Minimalna opredelitev
Vse članice Zveze morajo sprejeti minimalno opredelitev, kot jo določa člen 5.1 statuta:

Humanizem je demokratično in etično stališče, ki utemeljuje pravico in dolžnost vsakega človeka, da dâ smisel in obliko svojemu življenju. Zavzema se za ustvarjanje bolj človeške družbe temelječe na etiki osnovani na človeških in drugih naravnih vrednotah v duhu razuma in prostega iskanja s človeškimi zmožnostmi. Ni teističen in ne sprejema nadnaravnih pogledov na stvarnost.

## Strateški cilji
Dolgoročni strateški cilji Združenja so:
- promocija humanizma kot ne-teističnega svetovnega nazora v celem svetu,
- predstavljati humanizem na mednarodni ravni in pri mednarodnih organizacijah,
- ščititi človekove pravice in pravice humanistov,
- razvijati organizirani humanizem v vseh delih sveta,
- ustvariti krepko in učinkovito globalno organizacijo.

## Dejavnost
Delovni sedež ima IHEU v Londonu, VB.
IHEU je mednarodna nevladna organizacija, ki ji je priznan poseben posvetovalni status v Združenih narodih, posvetovalni status pri Svetu Evrope, status opazovalke pri Afriški komisiji za človeške in narodnostne pravice. Vzdržuje delovne stike z UNESCO.